# XPeng
A Guangzhou Xiaopeng Motors Technology Co., Ltd., üzleti nevén XPeng Motors (egyszerűsített kínai írással: 小鹏汽车; hagyományos kínai írással: 小鵬汽車; pinjin: Xiǎopéng Qìchē), közismert nevén XPeng, egy kínai elektromos járműgyártó. A vállalat központja Kanton-ban (Guangdong) található, irodái pedig az egyesült államokbeli Mountain View-ban (Kalifornia) és Münchenben (Németország). Az XPeng részvényeivel nyilvánosan kereskednek a New York-i és a hongkongi tőzsdén.

## Története
Az XPenget 2014-ben alapította Xia Heng (Henry Xia) és He Tao, a GAC Group korábbi felsővezetői, akik az autóipari technológia, valamint a kutatás-fejlesztés területén rendelkeznek szakértelemmel. A kezdeti támogatók között volt: az UCWeb alapítója és az Alibaba korábbi vezetője, He Xiaopeng, az XPeng névadója és jelenlegi elnöke, valamint Lei Jun, a Xiaomi alapítója. A prominens kínai és nemzetközi befektetők között volt az Alibaba, a Foxconn és az IDG Capital. Egy további finanszírozási körben 2018-ban az Alibaba alelnöke, Joseph Tsai csatlakozott az XPeng vállalati igazgatótanácsához.